# Coppa del Mondo di rugby a 13 1977
La Coppa del Mondo di rugby a 13 1977, disputata in Australia e Nuova Zelanda, è stata l'ottava edizione della competizione mondiale di rugby a 13. Per l'occasione si è tornati alla formula consueta con un'unica partita tra ogni partecipante. Ha fatto la sua ricomparsa anche il Regno Unito, sostituito nella precedente edizione dalle nazionali di Inghilterra e Galles. 
I campioni uscenti dell'Australia hanno vinto il loro quinto titolo sconfiggendo in finale i britannici 13-12.

## Risultati
| Auckland 29 maggio 1977 | Nuova Zelanda | 12 – 27 | Australia | Carlaw Park (18.000 spett.) |

| Auckland 5 giugno 1977 | Francia | 4 – 23 | Regno Unito | Carlaw Park (10.000 spett.) |

| Sydney 11 giugno 1977 | Australia | 21 – 9 | Francia | Sydney Cricket Ground (13.231 spett.) |

| Christchurch 12 giugno 1977 | Nuova Zelanda | 12 – 30 | Regno Unito | Rugby League Park (7.000 spett.) |

| Brisbane 18 giugno 1977 | Australia | 19 – 5 | Regno Unito | Lang Park (27.000 spett.) |

| Auckland 19 giugno 1977 | Nuova Zelanda | 28 – 20 | Francia | Carlaw Park (8.000 spett.) |

### Classifica
| Squadra       | Giocate | Vinte | Pareggiate | Perse | A favore | Contro | Differenza | Punti |
| ------------- | ------- | ----- | ---------- | ----- | -------- | ------ | ---------- | ----- |
| Australia     | 3       | 3     | 0          | 0     | 67       | 26     | +41        | 6     |
| Regno Unito   | 3       | 2     | 0          | 1     | 58       | 35     | +23        | 4     |
| Nuova Zelanda | 3       | 1     | 0          | 2     | 52       | 77     | -25        | 2     |
| Francia       | 3       | 0     | 0          | 3     | 33       | 72     | −39        | 0     |

### Finale
| Sydney 25 giugno 1977 | Australia | 13 – 12 | Regno Unito | Sydney Cricket Ground (24.457 spett.) |